# Complexo distrofina-glicoproteínas
O complexo distrofina-glicoproteínas, presente principalmente nas fibras musculares, é composto por diversos tipos de proteína, voltadas tanto para o citoesqueleto das miofibras quanto para a matriz extracelular.
Deficiências nas proteínas do complexo distrofina-glicoproteínas leva a instabilização do complexo como um todo, o que gera diferentes tipos de distrofias musculares progressivas.